# Blackburn Kangaroo
Die Blackburn Kangaroo ist ein britischer Bomber aus dem Ersten Weltkrieg. Zuerst als Wasserflugzeug konstruiert, wurde sie später zur Landversion umgerüstet. Das Muster kam erst 1918 zum Einsatz; bis zum Waffenstillstand wurden nur 16 Exemplare ausgeliefert. Ein Flugzeug der 246. Staffel der neugegründeten RAF konnte in der Nordsee ein deutsches U-Boot versenken; bis Kriegsende wurden vier weitere U-Boote beschädigt.
Nach dem Krieg setzte Blackburn einige Maschinen als Passagier-, Transport- und Schulflugzeug ein.

## Militärische Nutzung
Peru
 Vereinigtes Königreich
- Royal Air Force

## Technische Daten
| Kenngröße             | Daten                                                                                     |
| --------------------- | ----------------------------------------------------------------------------------------- |
| Besatzung             | 4                                                                                         |
| Länge                 | 14,02 m                                                                                   |
| Spannweite            | 22,82 m                                                                                   |
| Flügelfläche          | 80,64 m²                                                                                  |
| Höhe                  | 5,13 m                                                                                    |
| Antrieb               | zwei wassergekühlte Rolls-Royce-Falcon-II 12-Zylinder-V-Triebwerke mit je 255 PS (188 kW) |
| Höchstgeschwindigkeit | 160 km/h in Meereshöhe                                                                    |
| max. Flugdauer        | 8 h                                                                                       |
| Dienstgipfelhöhe      | 3200 m                                                                                    |
| Leermasse             | 2397 kg                                                                                   |
| Startmasse            | 3636 kg                                                                                   |
| Bewaffnung            | zwei 7,7-mm-Lewis-MGs, 416-kg-Bomben                                                      |